# Живописец (созвездие)
Живопи́сец (лат. Pictor) — маленькое созвездие южного полушария неба. Занимает на небе площадь в 247,7 квадратного градуса, содержит 49 звёзд, видимых невооружённым глазом. На юге России (южнее широты +47°) восходит небольшая часть созвездия (но без ярких звёзд). Первая относительно яркая звезда созвездия — β Живописца (её звёздная величина 3,85) восходит южнее широты +38°56' (в пределах территории бывшего СССР она восходит в Душанбе, Астаре, Ашхабаде, Термезе, Кушке). В созвездии Живописца находится звезда Каптейна, обладающая очень большим собственным движением. Полностью наблюдается только к югу от +26°. Лучшее время наблюдения — декабрь.
Созвездие расположено к западу от звезды Канопус и к югу от созвездия Голубя.

## История
Французский астроном Никола Луи де Лакайль описал созвездие в 1756 году под названием «Живописный станок», или «Мольберт», после описания и каталогизирования приблизительно десяти тысяч звёзд южного полушария во время своего двухлетнего пребывания на Мысе Доброй Надежды. Он отметил 14 новых созвездий в неизведанных районах южного небесного полушария, невидимых из Европы. Всем кроме одного были даны названия инструментов, символизирующих эпоху Просвещения. Он дал этим созвездиям обозначения Байера, включая десять звёзд в созвездии Живописца, которые получили названия от Альфы до Ню Живописца. Он латинизировал название созвездия, дав ему имя «Equuleus Pictorius» на своём рисунке 1763 года, слово «Equuleus» означает маленькую лошадь или мольберт — возможно по старому обычаю художников, которые возили холст на осле. Немецкий астроном Иоганн Боде назвал созвездие «Pluteum Pictorius». В 1845 году название было сокращено до текущего состояния астрономом Фрэнсисом Бейли по предложению его соотечественника Джона Гершеля.

## Характеристики
Живопи́сец — маленькое созвездие, граничащее с созвездием Голубя на севере, созвездиями Корма и Киль на востоке, созвездием Резца на северо-западе, Золотой Рыбой на юго-западе и Летучей Рыбой на юге. В 1922 году международный астрономический союз выбрал трехбуквенную аббревиатуру «Pic» для созвездия. Официальные границы созвездия были установлены в 1930 году астрономом Эженом Дельпортом и определены полигоном из 18 границ.